# Забельне (Олецький повіт)
Забельне (пол. Zabielne, нім. Sabielnen) — село в Польщі, у гміні Олецько Олецького повіту Вармінсько-Мазурського воєводства.
Населення — 43 особи (2011).
У 1975-1998 роках село належало до Сувальського воєводства.

## Демографія
Демографічна структура станом на 31 березня 2011 року:
|          | Загалом | Допрацездатний вік | Працездатний вік | Постпрацездатний вік |
| -------- | ------- | ------------------ | ---------------- | -------------------- |
| Чоловіки | 21      | 4                  | 14               | 3                    |
| Жінки    | 22      | 7                  | 9                | 6                    |
| Разом    | 43      | 11                 | 23               | 9                    |